# آلوها (دهانه)
آلوها یک دهانه برخوردی در ماه است.